# Колодези (Ростовская область)
Колодези — слобода в Миллеровском районе Ростовской области. Административный центр Колодезянского сельского поселения.

## География

### Улицы
Уличная сеть включает:
| - Береговая ул., - Заречная ул., - Кравченко ул., - Ленина ул., - Мира ул., - Молодёжная ул., | - Победы ул., - Речная ул., - Садовая ул., - Советская ул., - Степная ул., | - Кравченко пер., - Речной пер., - Садовый пер. |

## Население
| 2010 |
| ---- |
| 1188 |